# Steve Cummings

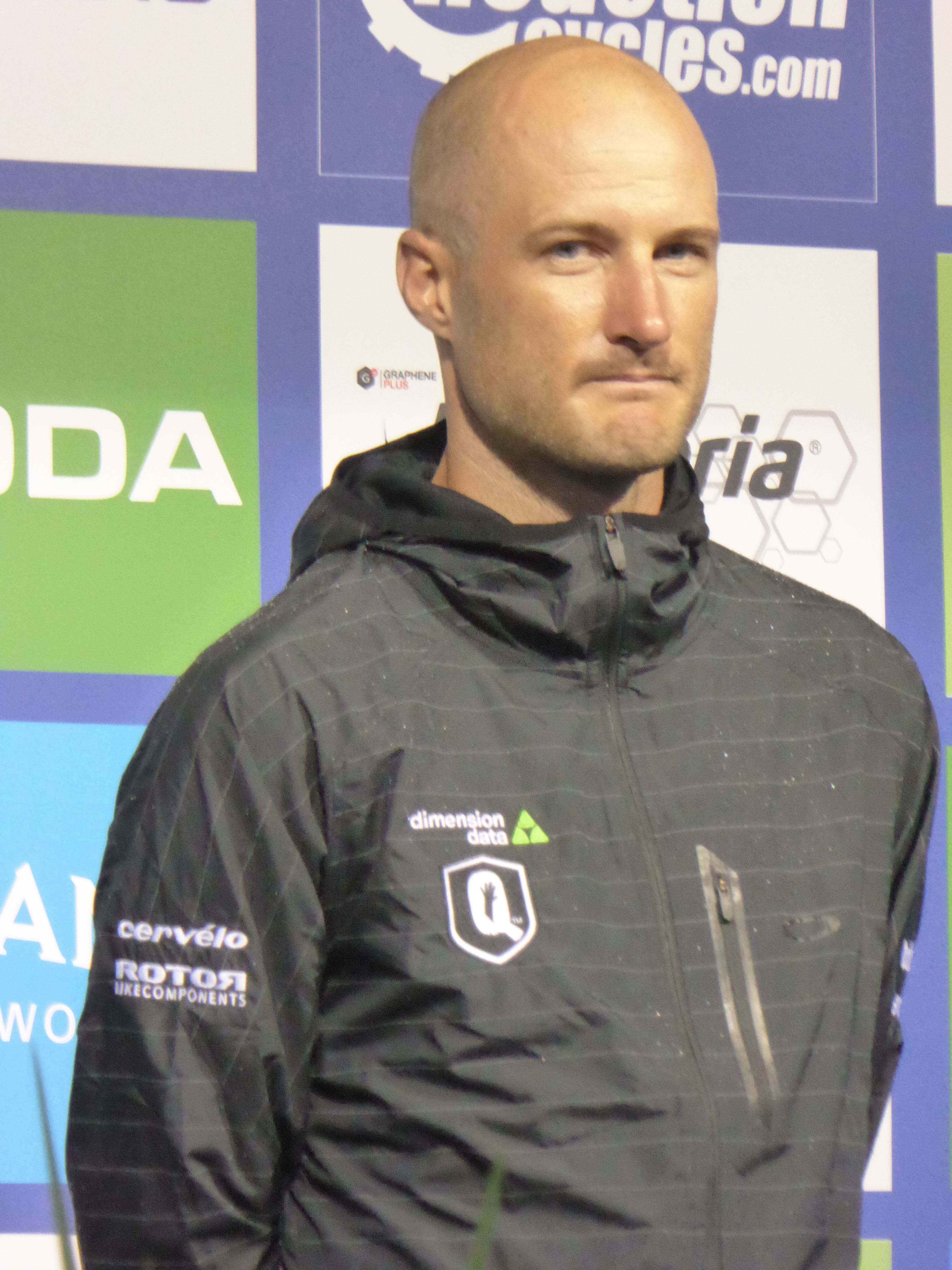
Steve Cummings (2016).

Stephen Philip "Steve" Cummings, född den 19 mars 1981 i Clatterbridge, Storbritannien, är en brittisk cyklist. Cummings tog OS-silver i lagförföljelsen vid olympiska sommarspelen 2004 i Aten. Han vann även etapp 13 i 2012 års Vuelta a España och den fjortonde etappen i Tour de France 2015. 